# Supercoupe d'Europe masculine de handball 2007
Navigation
Supercoupe 2006 Supercoupe 2008
La Supercoupe d'Europe masculine de handball 2007 est la 12e édition de la compétition qui a eu lieu les 20 et 21 octobre 2007 dans la Zlatorog Arena de Celje en Slovénie.
Elle est remportée par le THW Kiel pour la première fois.

## Équipes engagées et formule
Les équipes engagées sont :
- THW Kiel, vainqueur de la Ligue des champions 2006-2007 (C1) ;
- SC Magdebourg, vainqueur de la Coupe des coupes (C2) ;
- HSV Hambourg, vainqueur de la Coupe de l'EHF ;
- RK Celje, invité en tant qu'organisateur.

Le format de la compétition est une phase finale à 4 (demi-finale, finale et match pour la 3e place) avec élimination directe.

## Résultats
|  | Demi-finales  | Demi-finales |                        |    | Finale | Finale |
|  | Demi-finales  | Demi-finales |                        |    | Finale | Finale |
|  |               |              |                        |    |        |        |
|  |               |              |                        |    |        |        |
|  |               |              |                        |    |        |        |
|  | THW Kiel      | 31           |                        |    |        |        |
|  | THW Kiel      | 31           |                        |    |        |        |
|  | HSV Hambourg  | 30           |                        |    |        |        |
|  | HSV Hambourg  | 30           | THW Kiel               | 38 |        |        |
|  |               |              | THW Kiel               | 38 |        |        |
|  |               | RK Celje     | 34                     |    |        |        |
|  | RK Celje      | RK Celje     | 34                     | 33 |        |        |
|  | RK Celje      |              |                        | 33 |        |        |
|  | SC Magdebourg | 26           |                        |    |        |        |
|  | SC Magdebourg | 26           | Match pour la 3e place |    |        |        |
|  |               |              |                        |    |        |        |
|  |               |              |                        |    |        |        |
|  |               |              |                        |    |        |        |
|  | HSV Hambourg  | 31           |                        |    |        |        |
|  | HSV Hambourg  | 31           |                        |    |        |        |
|  | SC Magdebourg | 27           |                        |    |        |        |
|  | SC Magdebourg | 27           |                        |    |        |        |

### Demi-finales
| 20 octobre 2007 17h00 | RK Celje            | 33 - 26   | SC Magdebourg        | Zlatorog Arena, Celje, Slovénie Affluence : 4 000 Arbitrage : Viktor Poladenko, Igor Chernega |
| 20 octobre 2007 17h00 | Édouard Kokcharov 9 | (16 - 11) | Christian Sprenger 5 | Zlatorog Arena, Celje, Slovénie Affluence : 4 000 Arbitrage : Viktor Poladenko, Igor Chernega |
| 20 octobre 2007 17h00 | ×3 ×2               | Rapport   | ×3                   | Zlatorog Arena, Celje, Slovénie Affluence : 4 000 Arbitrage : Viktor Poladenko, Igor Chernega |

| 20 octobre 2007 19h00 | THW Kiel         | 31 - 30   | HSV Hambourg  | Zlatorog Arena, Celje, Slovénie Affluence : 2 000 Arbitrage : Vicente Bretó León, José Antonio Huelín Trillo |
| 20 octobre 2007 19h00 | Vid Kavtičnik 11 | (17 - 14) | Pascal Hens 8 | Zlatorog Arena, Celje, Slovénie Affluence : 2 000 Arbitrage : Vicente Bretó León, José Antonio Huelín Trillo |
| 20 octobre 2007 19h00 | ×3 ×2            | Rapport   | ×3            | Zlatorog Arena, Celje, Slovénie Affluence : 2 000 Arbitrage : Vicente Bretó León, José Antonio Huelín Trillo |

### Match pour la3eplace
| 21 octobre 2007 13h30 | SC Magdebourg     | 27 - 31   | HSV Hambourg     | Zlatorog Arena, Celje, Slovénie Affluence : 1 000 Arbitrage : Slobodan Visekruna, Zoran Stanojevic |
| 21 octobre 2007 13h30 | Bartosz Jurecki 6 | (14 - 13) | Hans Lindberg 11 | Zlatorog Arena, Celje, Slovénie Affluence : 1 000 Arbitrage : Slobodan Visekruna, Zoran Stanojevic |
| 21 octobre 2007 13h30 | ×3                | Rapport   | ×3 ×4 ×1         | Zlatorog Arena, Celje, Slovénie Affluence : 1 000 Arbitrage : Slobodan Visekruna, Zoran Stanojevic |

### Finale
| 21 octobre 2007 15h30 | RK Celje             | 34 - 38   | THW Kiel                        | Zlatorog Arena, Celje, Slovénie Arbitrage : Viktor Poladenko, Igor Chernega |
| 21 octobre 2007 15h30 | Édouard Kokcharov 10 | (17 - 23) | Vid Kavtičnik, Stefan Lövgren 9 | Zlatorog Arena, Celje, Slovénie Arbitrage : Viktor Poladenko, Igor Chernega |
| 21 octobre 2007 15h30 | ×3 ×1                | Rapport   | ×3 ×5                           | Zlatorog Arena, Celje, Slovénie Arbitrage : Viktor Poladenko, Igor Chernega |